# Cambala texana
Cambala texana är en mångfotingart som beskrevs av Loomis 1938. Cambala texana ingår i släktet Cambala och familjen Cambalidae. Inga underarter finns listade i Catalogue of Life.